# Хассельборг, Маркус
Ма́ркус Свен Э́рланд Ха́ссельборг (швед. Marcus Sven Erland Hasselborg; род. 7 января 1986, Стокгольм) — шведский кёрлингист, тренер по кёрлингу и актёр.
Игрок мужской сборной команды Швеции на чемпионате мира 2006.
Играет на позиции четвёртого. Скип своей команды.

## Карьера в кёрлинге

### Достижения
- Чемпионат Швеции по кёрлингу среди мужчин: золото (2012), серебро (2005, 2008, 2011), бронза (2013, 2014, 2016).[2][3]
- Чемпионат мира по кёрлингу среди юниоров: серебро (2005, 2006, 2007).
- Чемпионат Швеции по кёрлингу среди юниоров: золото (2005, 2006, 2007), серебро (2004).[2][3]
- Чемпионат Швеции по кёрлингу среди смешанных пар: серебро (2011).

### Команды
| Сезон                                               | Четвёртый          | Третий             | Второй             | Первый           | Запасной                                                              | Турниры                                   |
| --------------------------------------------------- | ------------------ | ------------------ | ------------------ | ---------------- | --------------------------------------------------------------------- | ----------------------------------------- |
| 2003—04                                             | Нильс Карлсен      | Себастьян Краупп   | Маркус Хассельборг | Манне Алльберг   |                                                                       | ЧШЮ 2004                                  |
| 2004—05                                             | Нильс Карлсен      | Себастьян Краупп   | Маркус Хассельборг | Манне Алльберг   | Никлас Эдин                                                           | ЧШЮ 2005 · ЧМЮ 2005 · ЧШМ 2005            |
| 2005—06                                             | Нильс Карлсен      | Никлас Эдин        | Маркус Хассельборг | Манне Алльберг   | Фредрик Линдберг (ЧМЮ), Даниэль Тенн (ЧМ) тренер: Микаэль Хассельборг | ЧШЮ 2006 · ЧМЮ 2006 · ЧМ 2006 (5-е место) |
| 2006—07                                             | Нильс Карлсен      | Никлас Эдин        | Маркус Хассельборг | Манне Алльберг   | Кристиан Линдстрём                                                    |                                           |
| 2006—07                                             | Никлас Эдин        | Маркус Хассельборг | Манне Алльберг     | Фредрик Линдберг | Кристиан Линдстрём                                                    | ЧШЮ 2007 · ЧМЮ 2007                       |
| 2007—08                                             | Нильс Карлсен      | Никлас Эдин        | Маркус Хассельборг | Манне Алльберг   |                                                                       | ЧШМ 2008                                  |
| 2009—10                                             | Ёран Карлссон      | Маркус Хассельборг | Педер Фольке       | Антон Сандстрём  |                                                                       |                                           |
| 2010—11                                             | Маркус Хассельборг | Педер Фольке       | Ёран Карлссон      | Антон Сандстрём  |                                                                       | ЧШМ 2011                                  |
| 2011—12                                             | Маркус Хассельборг | Педер Фольке       | Андреас Прюц       | Антон Сандстрём  |                                                                       | ЧШМ 2012                                  |
| 2012—13                                             | Маркус Хассельборг | Педер Фольке       | Андреас Прюц       | Антон Сандстрём  |                                                                       | ЧШМ 2013                                  |
| 2013—14                                             | Маркус Хассельборг | Педер Фольке       | Андреас Прюц       | Антон Сандстрём  | Фредрик Нюман                                                         | ЧШМ 2014                                  |
| 2014—15                                             | Маркус Хассельборг | Vincent Stenberg   | Фредрик Нюман      | Антон Сандстрём  |                                                                       | ЧШМ 2015 (5 место)                        |
| 2015—16                                             | Маркус Хассельборг | Себастьян Краупп   | Vincent Stenberg   | Педер Фольке     | Антон Сандстрём                                                       | ЧШМ 2016                                  |
| Кёрлинг для смешанных команд (mixed curling)        |                    |                    |                    |                  |                                                                       |                                           |
| 2013                                                | Анна Хассельборг   | Маркус Хассельборг | Кристиан Линдстрём | Карин Рудстрём   |                                                                       | ЧШСК 2013 (6 место)                       |
| 2015                                                | Маркус Хассельборг | Софи Сиден         | Anton Bertilsson   | Amanda Hörnfeldt |                                                                       | ЧШСК 2015 (9-16 место)                    |
| 2016                                                | Маркус Хассельборг | Софи Сиден         | Anton Bertilsson   | Amanda Hörnfeldt |                                                                       | ЧШСК 2016 (9-12 место)                    |
| Кёрлинг среди смешанных пар (mixed doubles curling) |                    |                    |                    |                  |                                                                       |                                           |
| 2011                                                | Анна Хассельборг   | Маркус Хассельборг |                    |                  |                                                                       | ЧШСП 2011                                 |

(скипы выделены полужирным шрифтом)

### Результаты как тренера национальных сборных
| Год  | Турнир                            | Сборная | Место |
| ---- | --------------------------------- | ------- | ----- |
| 2011 | Чемпионат Европы по кёрлингу 2011 | Швеция  | 2     |

## Карьера актёра

### Фильмография
| Наименование (русск.) | Наименование (лат.)             | Режиссёр                     | Год  | Страна |   | Жанр                      | IMDb | IMDb                |  |
| --------------------- | ------------------------------- | ---------------------------- | ---- | ------ | - | ------------------------- | ---- | ------------------- |  |
| Цацики и полицейский  | sv:Tsatsiki, morsan och polisen | Элла Лемхаген                | 1999 | Швеция | ф | Драма                     | 5.9  | Фильм на сайте IMDb |  |
| Лучшее лето           | sv:Den bästa sommaren           | Ульф Мальмрос                | 2000 | Швеция | ф | Драма, мелодрама, комедия | 7.3  | Фильм на сайте IMDb |  |
| Эффект кетчупа        | sv:Hip Hip Hora!                | Тереза Фабик                 | 2004 | Швеция | ф | Комедия                   | 5.3  | Фильм на сайте IMDb |  |
| Portkod 1321          | sv:Portkod 1321                 | Happy Jankell, Fanny Klefelt | 2012 | Швеция | с | Телесериал                | 0.0  | Фильм на сайте IMDb |  |
| Portkod 1525          | sv:Portkod 1525                 | Happy Jankell, Fanny Klefelt | 2014 | Швеция | с | Телесериал                | 0.0  | Фильм на сайте IMDb |  |

## Частная жизнь
Из семьи известных шведских кёрлингистов: его отец Микаэль Хассельборг, сестра Анна Хассельборг, дядя (брат Микаэля) Стефан Хассельборг, двоюродная сестра (дочь Стефана) Мария (Мио) Хассельборг.